# العلاج بالضغط الإبري

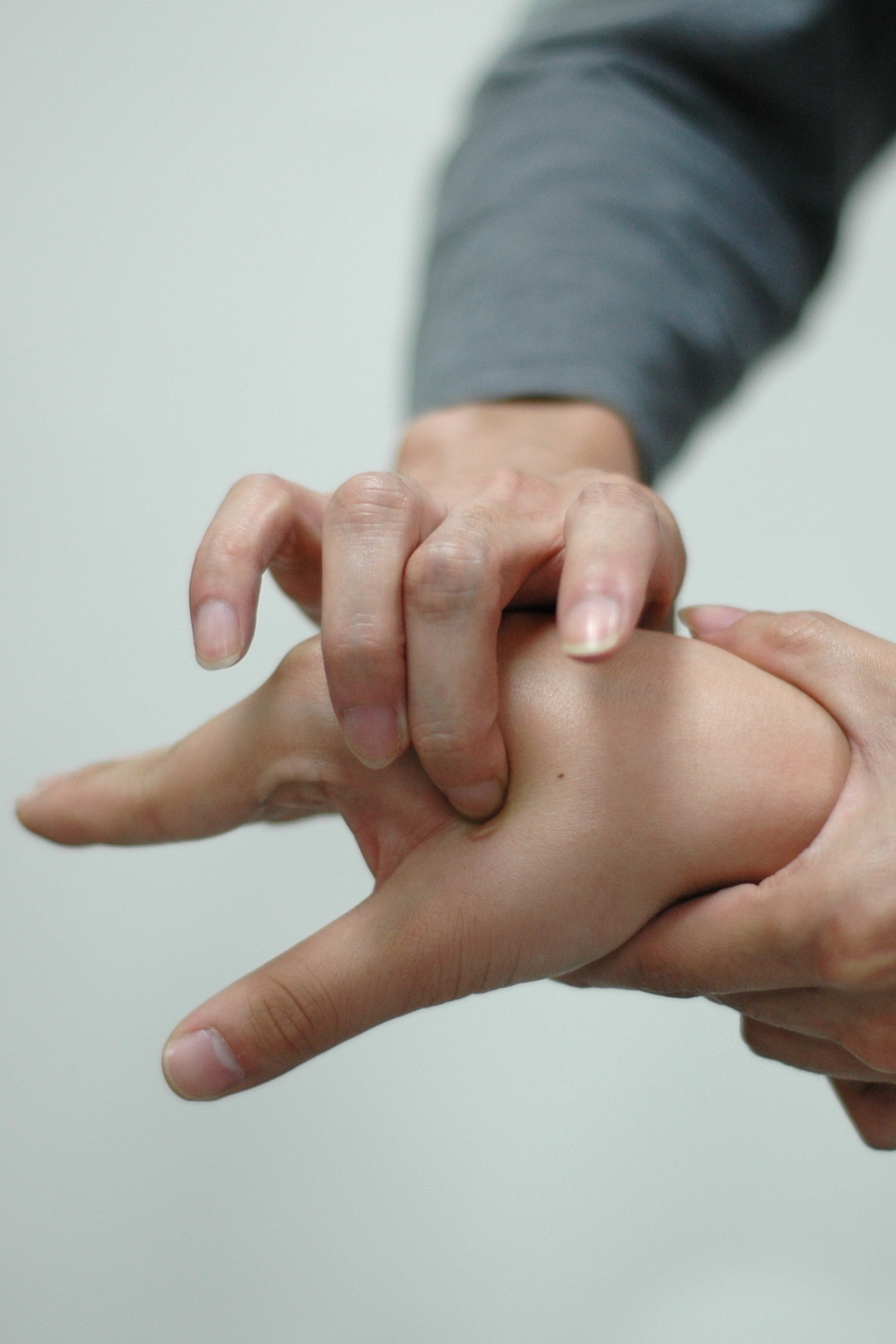

العلاج بالضغط الإبري هي تقنية طب بديل مشابهة من حيث المبدأ للوخز بالإبر. تقوم على مفهوم طاقة الحياة المتدفقة عبر «خطوط الطول» في الجسم. في العلاج، يُطبق الضغط الجسدي على نقاط الوخز بالإبر بهدف إزالة الانسداد في خطوط الطول هذه. يمكن تطبيق الضغط باليد أو بالمرفق أو بأجهزة مختلفة.
أشارت بعض الدراسات الطبية إلى فعالية العلاج بالضغط الإبري بالمساعدة في السيطرة على الغثيان والقيء، والمساعدة على علاج آلام أسفل الظهر، وصداع التوتر، وآلام المعدة (من بين أمور أخرى)، على الرغم من امتلاك مثل هذه الدراسات احتمالية عالية للتحيز. مثل العديد من العلاجات البديلة، قد تستفيد من تأثير الدواء الوهمي.

## الخلفية
نقاط الوخز بالإبر المستخدمة في العلاج قد تكون -أو لا تكون- في نفس منطقة الأعراض المستهدفة في الجسم. إن نظرية الطب الصيني التقليدي (تي سي إم) لاختيار مثل هذه النقاط وفعاليتها هي أنها تعمل عن طريق تحفيز نظام الطول لإحداث الراحة عن طريق إعادة التوازن بين الين واليانغ والتشي (التي تكتب أيضًا qi).
تجري العديد من فنون الدفاع عن النفس في شرق آسيا دراسات مكثفة وتستخدم الضغط الإبر من أجل الدفاع عن النفس والأغراض الصحية (شين نا، توي نا). يقال أن النقاط تُستخدم من أجل التلاعب أو إعاقة الخصم. أيضًا، يقوم فنيو الدفاع عن النفس بتدليك نقاط الضغط الإبري بانتظام في الروتينات من أجل إزالة العوائق المفترضة من خطوط الطول الخاصة بهم، مدعين بذلك تعزيز مرونتهم وإبقاء النقاط «ناعمة» أو أقل عرضة للهجوم.

## الفعالية
وجدت مراجعة منهجية لفعالية العلاج بالإبر في علاج الأعراض في عام 2011 أن 35 من أصل 43 تجربة ذات شواهد عشوائيين خلصت إلى فعالية العلاج بالضغط الإبري في علاج أعراض معينة. ومع ذلك، فإن طبيعة هذه الدراسات الـ 43 أشارت إلى «احتمال كبير للتحيز». خلص مؤلفو هذه المراجعة المنهجية إلى عدم تقديم المراجعة للتجارب السريرية من العقد الماضي دعمًا صارمًا لفعالية العلاج بالضغط من أجل التعامل مع الأعراض. هناك حاجة إلى دراسات ذات شواهد عشوائيين جيدة التصميم من أجل تحديد فائدة وفعالية العلاج بالضغط في التعامل مجموعة متنوعة من الأعراض في عدد من المرضى.
خلصت مراجعة لمؤسسة كوكرين في عام 2011 لأربع تجارب باستخدام الوخز بالإبر وتسع دراسات باستخدام الضغط الإبري للتحكم في الألم أثناء الولادة إلى أن «الوخز بالإبر أو الضغط الإبري قد يساعد في تخفيف الألم أثناء المخاض، ولكن هناك حاجة إلى المزيد من الأبحاث». وجدت مراجعة أخرى أجرتها مؤسسة كوكرين أن التدليك قدم بعض الفوائد على المدى الطويل لآلام أسفل الظهر، وذكرت:«يبدو أن تقنيات العلاج بالضغط الإبري أو تدليك خطوط الطول توفر راحة أكثر من التدليك الكلاسيكي (السويدي)، على الرغم من الحاجة إلى مزيد من الأبحاث لتأكيد ذلك».
يتضمن موقع كواكواتش (رقيب الدجالين) العلاج بالضغط الإبري في قائمة الطرائق التي ليس لها «مكان عقلاني» كالعلاج بالتدليك مثلًا، ويذكر أن الممارسين «قد يستخدمون أيضًا طرائق تشخيص غير عقلانية للوصول إلى تشخيصات لا تتوافق مع المفاهيم العلمية للصحة والمرض». 

### نقطة الوخز بالإبر بّي6
يوفر سوار معصم الضغط الذي يُزعم أنه يخفف أعراض دوار الحركة والأشكال الأخرى من الغثيان الضغط على نقطة الوخز بالإبر بّي6، وهي نقطة جرى التحقيق فيها على نطاق واسع. استعرضت مؤسسة كوكرين استخدام بّي للغثيان والقيء، ووجدت أنه فعال للحد من الغثيان بعد العمليات الجراحية، ولكن ليس القيء. تضمنت مراجعة كوكرين وسائل مختلفة لتحفيز بّي6، بما في ذلك الوخز بالإبر، والوخز بالإبر الكهربائية، وتحفيز الأعصاب عبر الجلد، والتحفيز بالليزر، وجهاز التحفيز والوخز بالإبر؛ ولم تعلق على ما إذا كان شكل أو أكثر من أشكال التحفيز أكثر فعالية؛ ووجدت أدلة منخفضة الجودة تدعم تحفيز بّي6 مقارنة مع «الشام»، مع 2 من أصل 59 تجربة ذات احتمالية منخفضة للانحياز. صرح مراجع «إي بي إم» لصحيفة باندولير إظهار بّي6 في دراستين مختلفتين نجاح 52% من المرضى الذين لديهم تحكم، مقارنة بـ75% مع بّي6. 

## النظرية
يحاول نظام متغير يعرف باسم العلاج بالضغط على نقطتين تجاوز انسداد التدفق الحيوي باستخدام نقطة الوخز من أجل إنشاء رابط مع أحد خطوط الطول الجانبية، استُخدمت نقطة وخز إضافية لتحفيز أو تقليل التدفق حول الانسداد.

## نقد النظرية
غالبًا ما يعتمد الاستخدام السريري للعلاج بالضغط الإبري على الإطار المفاهيمي للطب الصيني التقليدي. لا يوجد أساس تشريحي أو نسيجي يمكن التحقق منه ماديًا لوجود نقاط الوخز بالإبر أو خطوط الطول. يرد المؤيدون بأن الطب الصيني التقليدي هو نظام سابق للعلم ما زال له صلة عملية. يميل أخصائيو الوخز بالإبر إلى إدراك مفاهيم العلاج الصيني التقليدي في المصطلحات الوظيفية بدلًا من المصطلحات الهيكلية (على سبيل المثال: هي مفيدة في توجيه التقييم ورعاية المرضى). قد تنبع أي فائدة من العلاج بالضغط من تأثير الدواء الوهمي. 